# Umjerena klima
Umjerena klima je klima koja se nalazi u umjerenom pojasu, to jest od 23,5 do 66,5 stupnja južne i sjeverne geografske širine. Postoje četiri vrste umjerenih klima. To su:
1. Sredozemna klima
2. Umjerena kontinentalna klima
3. Umjereno topla klima
4. Sinijska (Kineska) klima

## Obilježja umjerene klime
Umjerena klima najpogodnija je klima za život ljudi. Ljeta su topla, a zime nisu veoma hladne. Temperatura u umjerenoj klimi ljeti može iznositi do maksimalno 40 stupnjeva no obično iznosi do 35 stupnjeva, a temperatura zimi dođe do ništice, a rijetko kad dođe ispod ništice. Biljne zajednice u umjerenoj klimi su razne šume npr. listopadne, crnogorične, vazdazelene itd. i raste krš zvan makija. U umjerenoj klimi ima umjereno padalina.

## Sredozemna klima
Sredozemna klima nalazi se uz Sredozemlje. Primorska Hrvatska pripada sredozemnoj klimi. Ljeta su vruća i suha, zime kišovite i blage. Šume Sredozemlja su crnogorične, no njihov je broj znatno smanjen zbog čovjekovog utjecaja, tako da uspijeva tvrdolisna biljna zajednica (čempres, primorski bor, lovor, hrast plutnjak...). Biljni pokrov također čine maslina, smokva, vinova loza, rogač i dr. Crnogorične šume su uglavnom zamijenjene makijom.   

## Umjerena kontinentalna klima
Umjerena kontinentalna klima nalazi se u kontinentalnom području. Tu rastu razne biljne zajednice. Ljeta su blaga, a zime hladnjikave.

## Umjereno topla (oceanska) klima
Umjereno topla klima nalazi se na zapadnim obalama kontinenata u sjevernom i južnom umjerenom toplinskom pojasu. Ljeti nema velikih vrućina, a zime su prohladne. Snijeg je rijedak. Padaline su raspoređene tijekom cijele godine. Oceansku klimu imaju Ujedinjeno Kraljevstvo i Irska, no slična obilježja imaju zapadne obale Sjeverne Amerike i dio čileanskih obala.

## Sinijska (Kineska) klima
Obilježja sinijske klime su: Ljeta su topla, a zime suhe. Po tome se razlikuje od sredozemne klime.